# 中国共产党第八次全国代表大会
中国共产党第八次全国代表大会召开过两次，第一次会议于1956年9月15日－9月27日召開，第二次会议於1958年5月5日－5月23日召开。

## 第一次会议
中国共产党第八次全国代表大会于1956年9月15日至27日在北京召开，出席大會的正式代表1,026人，候补代表86人，代表當時全國1,073萬名黨員。59个国家的共产党、工人党、劳动党和人民革命党的代表团，以及国内各民主党派和无党派民主人士的代表，应邀列席大会。这是中华人民共和国建立后，中共首次召开的全国代表大会。
毛泽东致开幕词，刘少奇作了政治报告，邓小平作《关于修改党的章程的报告》，周恩来作《关于发展国民经济第二个五年计划的建议的报告》。大会对社会主义改造基本完成以后国内的主要矛盾作出了科学的判断；确定了政治、经济、文化和外交工作的一系列方针；提出了执政党建设的问题，强调要坚持民主集中制和集体领导制度，反对个人崇拜，发展党内民主，加强党和群众的联系。大会通过的《中国共产党章程》体现了执政党的特点，强调贯彻执行党的民主集中制原则和群众路线，规定全国、省、县级代表大会实行常任制。大会通过了《关于政治报告的决议》、《中国共产党章程》和《关于发展国民经济第二个五年计划的建议》。大会选举产生了由97名委员和73名候补委员组成的中央委员会。

### 大会机构
中国共产党第八次全国代表大会主席团名单
（共63人）
习仲勋　毛泽东　王稼祥　邓小平　邓子恢　邓颖超　叶剑英　帅孟奇　刘少奇　刘伯承　刘格平　刘澜涛　朱　德　李井泉　李先念　李雪峰　李富春　宋任穷　吴玉章　陈　云　陈少敏　陈伯达　陈　郁　陈　毅　陆定一　周恩来　周　扬　罗荣桓　罗瑞卿　林伯渠　林　彪　林　枫　林　铁　欧阳钦　郑位三　胡耀邦　柯庆施　徐向前　徐特立　陶　铸　马明方　乌兰夫　张云逸　张闻天　张鼎丞　张德生　康　生　黄克诚　黄　敬　彭　真　彭德怀　贺　龙　杨秀峰　贾拓夫　董必武　廖承志　钱　瑛　蔡　畅　赖若愚　薄一波　聂荣臻　谭　政　谭震林
中国共产党第八次全国代表大会主席团常务委员会名单
（共13人）
毛泽东　刘少奇　周恩来　朱　德　陈　云　康　生　彭　真　董必武　林伯渠　张闻天　彭德怀　林　彪　邓小平
中国共产党第八次全国代表大会大会秘书处名单
王稼祥　邓小平　刘宁一　刘澜涛　李雪峰　宋任穷　林　枫　胡乔木　马明方　张际春　杨尚昆　谭　政　谭震林
秘书长邓小平
中国共产党第八次全国代表大会代表资格审查委员会名单
（共29人）
董必武（主任）　谭震林（副主任）　刘澜涛（副主任）　王恩茂　邓颖超　安子文　李井泉　李雪峰　宋任穷　吴芝圃　林　枫　林　铁　欧阳钦　柯庆施　徐向前　陶　铸　马明方　乌兰夫　张德生　张鼎丞　黄克诚　黄欧东　贺　龙　舒　同　杨尚昆　蔡　畅　谢富治　谭　政　龚子荣

## 第二次会议
中国共产党第八届全国代表大会第二次会议于1958年5月5日至23日在北京召开。出席大会的有正式代表977人，列席代表389人（其中有各省、市、自治区选派的部分县委书记、大城市区委书记、省辖市委书记、企业党委或基层党委书记、军队负责干部）。劉少奇代表中共中央作《工作報告》，鄧小平作《關於各國共產黨和工人黨的莫斯科會議的報告》，譚震林作《關於農業發展綱要（第二次修正草案）的說明》。會議通過了上述報告。會議決議的主要內容：一是對中华人民共和國主要矛盾作了新的分析，正式改變了“八大”一次會議關於國內主要矛盾問題的正確提法；二是根據毛澤東的倡議制定了鼓足幹勁、多快好省地建設社會主義的總路線及其基本點；三是提出改進黨作風、加強黨的建設，以及改進管理體制和改進國家工作的任務。大会增选了25位中央委员会候补委员。毛主席提出“竹子要大发展”重要指示。
毛泽东在八大二次会议上发表过5次讲话，讲话的提纲收集在《建国以来毛泽东文稿》中。
党的八大召开第二次会议后全国代表大会没有再继续实行常任制，各地也在九大召开前陆续停止实行党代会常任制。